# 거꾸로 읽는 세계사
《거꾸로 읽는 세계사》는 한국의 경제학자, 저술가, 시사평론가, 정치가, 교육자인 유시민의 저서이다.
대한민국 교육인적자원부(현 교육부)에서 선정한 우수권장도서이며 대한민국 학교에서 널리 논술교재로 채택되고 있다.
유시민이 월간 『우리시대』에 연재하던 글을 보충하여 단행본으로 발간한 책이다.
계속 개정을 거쳐 2004년 최신 개정판이 나와 있다. 개정판을 내게 된 이유는 초판 발행 이후 소련 동유럽 사회주의 체제의 붕괴와 독일 통일 등 세계사에 일어난 주요한 사건들을 보충하기 위해서이다.
드레퓌스 사건, 피의 일요일, 러시아 10월 혁명과 미완의 혁명 4·19 등 기존의 역사적 사건과 인물을 통해서 세계사의 흐름에 대한 일관된 분석과 해명, 그리고 앞으로 우리 사회가 나아갈 바를 시사하는 책이다. 열린 사고와 열린 시각으로 열린 사회를 구축해 가자는 생산적인 제안의 교양 역사서이다.

## 배경
저자 유시민은 아직 민주화 운동에 투신하던 당시의 도피 생활 중에 이 책의 초판 원고를 썼다. 그는 군사정권이 가르치는 획일적인 역사관에 대한 '지적 반항'이 이 책을 짓게 된 동기라고 밝히고 있다. 이 책은 세계사를 읽는 새로운 시각을 제공하여 한국 국민들이 균형 잡힌 시각을 갖도록 돕고자 한다.
유시민은 교과서와 매스컴이 외면하거나 왜곡하고 있는 사건들을 비중있게 다루는 동시에, 냉전 논리에 사로잡히지 않고 역사적 사실을 있던 그래도 보여주기 위해 노력하며 책을 집필하였다. 또한 세계사를 따분하게 생각하는 사람들로 하여금 현대 세계사에 대한 가벼운 흥미를 갖게 하고, 세계 각국의 여러 사건들에 대한 초보적인 이해력을 갖게 하는 것을 목표로 책을 출간하였다.

## 목차 (2008년 출간 개정본)
머리말 4
초판 서문 8
드레퓌스사건·진실의 승리와 더불어 영원한 이름 13
피의 일요일·혁명과 전쟁의 시대가 열리다 35
사라예보사건·총알 하나가 세계를 불사르다 59
러시아 10월혁명·세계를 뒤흔든 붉은 깃발 81
대공황·‘보이지 않는 손’의 파산 121
대장정·중화인민공화국을 낳은 현대의 신화 145
아돌프 히틀러·벌거벗은 현대 자본주의의 얼굴 201
거부하는 팔레스타인·피와 눈물이 흐르는 수난의 땅 223
미완의 혁명4·19·자유의 비결은 용기일 뿐이다 247
베트남 전쟁·골리앗을 구원한 현대의 다윗 267
검은 이카루스, 말콤X·번영의 뒷골목 할렘의 암울한 미래 305
일본의 역사왜곡·일본제국주의 부활 행진곡 331
핵과 인간·해방된 자연의 힘이 인간을 역습하다 349
20세기의 종언, 독일 통일·통일된 나라 분열된 사회 377